# Flying Merkel

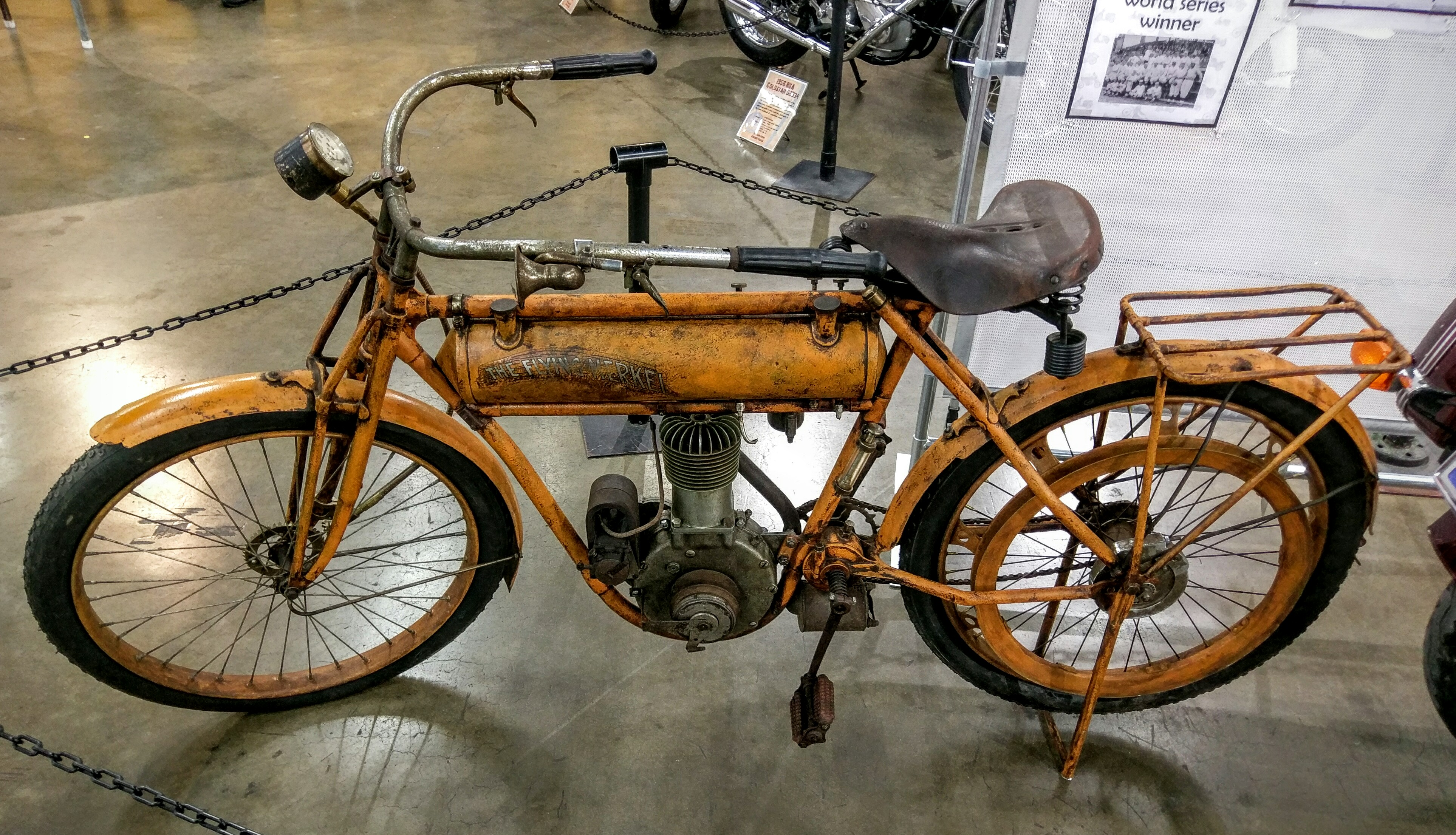
Uma Flying Merkel Model W-S 1912, no California Automobile Museum.

A Flying Merkel foi uma fabricante de motocicletas estadunidense dos anos 1910, tendo as motocicletas da marca sido produzidas entre 1911 e 1915. Antes disso, o fundador da marca, Joseph Merkel, produziu motocicletas utilizando os nomes Merkel e Merkel Light.
As Flying Merkels estão entre algumas das marcas mais valiosas e colecionáveis encontradas no mercado, devido a sua rariedade, com uma Flying Merkel 1911 tendo sido vendida em 2011 por US$ 201.250,00, eventualmente superada pela venda de uma Flying Merkel Board Track Racer 1911 em 2015 por US$ 423.500,00.

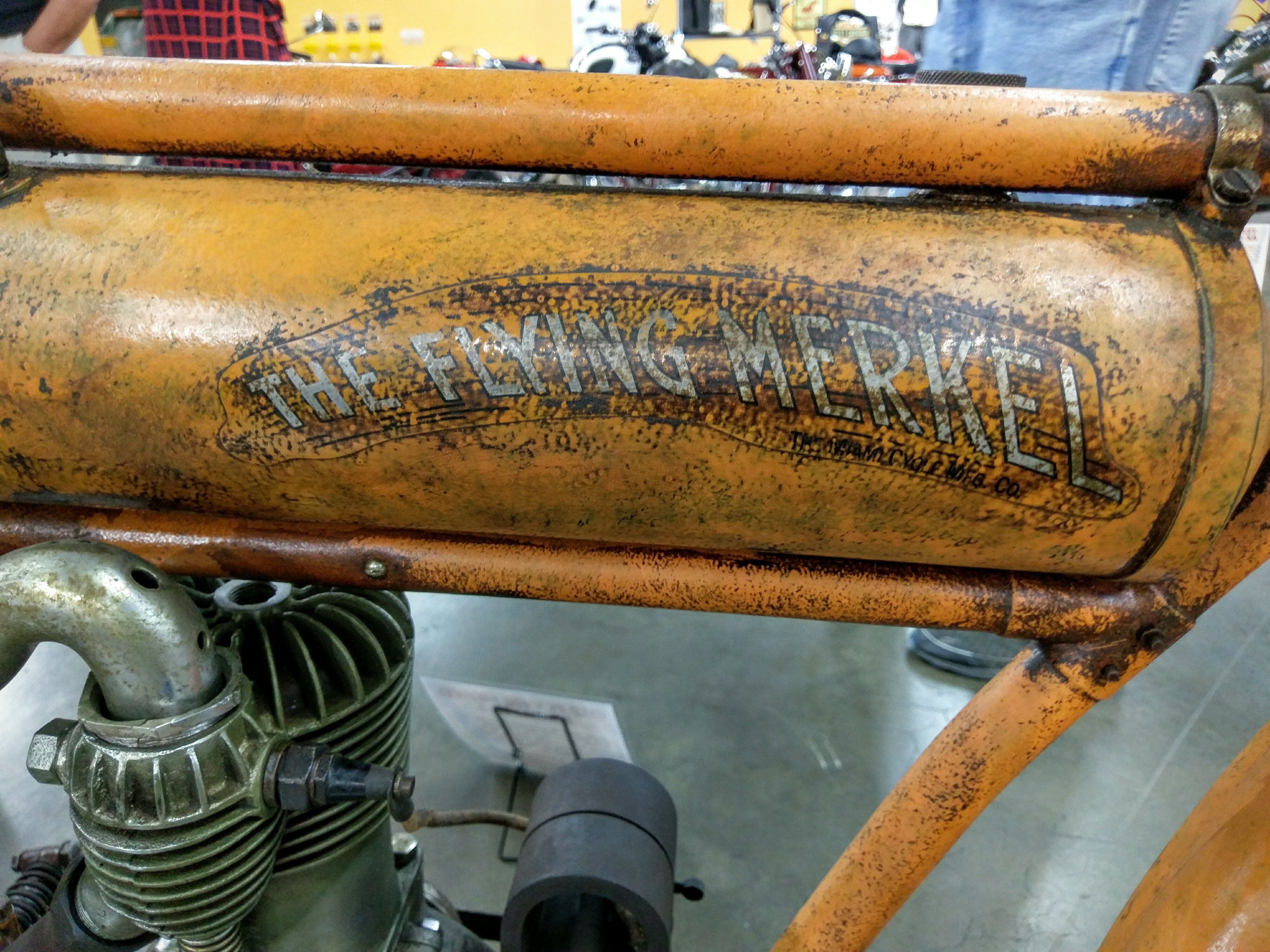
Emblema da Flying Merkel, rodeado com o característico laranja da marca, que eventualmente ficou conhecido como "Laranja Merkel".